# 인터랙션 디자인
인터랙션 디자인(interaction design, IxD)은 인간이 제품이나 서비스를 사용하면서 상호간 작용하는 것을 용이하게 하는 디자인분야이다. 주로 인간과 컴퓨터 상호작용을 디자인 하는 것으로 동적인 예술 전시물을 관람객과 상호작용하게 하는 예술인 인터랙티브 아트(인터랙션 디자인과는 다름) 혹은 미디어 아트와는 구분된다. 보다 좁게는 컴퓨터에 의해 작동되는 전자 제품, 시스템의 행동과 사용자의 행동간의 상호작용을 용이하게 하는 기술이자 응용예술 분야이다.
컴퓨터의 발달에 따라 그래픽 사용자 인터페이스(GUI)가 등장한 이후 급속도로 발전되었으며 1990년 디자인 회사인 IDEO의 사장 빌 모그리지에 의해 용어가 사용되면서 널리 퍼지게 되었다. 모그리지는 디자인 작업을 하며 이전의 제품디자인, 커뮤니케이션디자인이나 그래픽디자인으로는 구분되기 힘들고 과학과 기술만으로는 해결하기 힘든 여러 디자인 문제에 부딪히게 되었으며 이를 해결하기 위한 새로운 디자인 분야로서 인터랙션 디자인이 필요하다고 주장하였다. 많은 부분에 있어 물리적인 디자인 영역보다는 소프트웨어와 전산학의 영역과 같이 일하게 되었으며 무엇보다 사용자에 대한 이해가 가장 필요한 부분이다.
기본적인 바탕학문으로는 인지 심리학, 전산학과 관련이 깊으며 이러한 분야에서 나온 멘탈 모델, 매핑, 메타포, 어포던스 등의 개념들이 인터랙션 디자인을 구성하는 기본이 되었다. 인간 중심의 디자인, 사용성과 접근성은 인터랙션 디자인이 추구하는 주요 목표이며 좋은 인터랙션 디자인을 하기 위해 사용자 조사등을 통한 연구와 테스트를 거쳐서 완성된다.

## 참고 서적
- 마리온 부쇼 & 제인 폴톤 수리 "Experience Prototyping", DIS '00, ISBN 1-58113-219-0/00/0008.[쪽 번호 필요]
- 알렌 쿠퍼 & 로버트 M. 레이먼: About Face 2.0: The Essentials of Interaction Design, Wiley, 2003, ISBN 0-764-52641-3.[쪽 번호 필요]
- 브렌다 로렐 & 피터 루넨펠드: Design Research: Methods and Perspectives, MIT Press, 2003, ISBN 0-262-12263-4.[쪽 번호 필요]
- 빌 모그리지, Designing Interactions, MIT Press, 2007, ISBN 0-262-13474-8.[쪽 번호 필요]
- 도널드 노먼: The Design of Everyday Things, ISBN 0-465-06710-7.[쪽 번호 필요]
- 제프 라스킨: The Humane Interface, ACm Press, 2000, ISBN 0-201-37937-6.[쪽 번호 필요]
- 댄 세이퍼: Designing for Interaction, New Riders, 2006, ISBN 0-321-43206-1.[쪽 번호 필요]
- 김진우: Human Computer Interaction 개론,안그라픽스,2005-02-01, ISBN(13) : 9788970592435[쪽 번호 필요]

## 같이 보기
- 인간과 컴퓨터 상호 작용
- 사용자 중심 디자인
- 사용자 인터페이스 디자인
- 산업 디자인
- 사용성
- 사용자 경험 디자인